# Майкл Томас
Майкл Томас (англ. Michael Thomas) (також відомий як Мус) — валлійський музикант, колишній ударник гурту Bullet for My Valentine. Народився 4 червня 1981 року в місті Брідженд, Уельс.

## Кар’єра
Він - наймолодший у колективі Bullet For My Valentine. У Майкла дуже велика родина, його брат Ян гітарист в попрок гурті Miss Conduct. Спочатку розпочинав грати на гітарі, але це виявилося не в його репертуарі. Вже в 5 років Майкл брав уроки гри на барабанах.
Мус не менше п'яти разів міняв школу. У 13 років купив, свою першу ударну установку. Ще, бувши підлітком, у віці 15 років він разом з Метом заснував панк гурт «Trauma», тоді Майкл грав на гітарі — яку він отримав у подарунок на Різдво.

## Сім’я
Мус живе один, у нього є дві дочки.

## Цікаві факти
- Був наймолодшим у колективі Bullet for My Valentine.
- Майкла Томаса вважають найкращим ударником у метал-корі.
- З усього складу гурту Bullet for My Valentine він єдиний не курить.